# Marlboro (Vermont)
Marlboro è un comune degli Stati Uniti d'America, situato nello Stato del Vermont e in particolare nella contea di Windham. Deve una certa notorietà al fatto di ospitare il Marlboro Music School and Festival.